# Královský palác v Podgorici
Zimní královský palác (černohorsky: Зимски краљевски дворац, Zimski kraljevski dvorać) je pozdně empírovo-neoklasicistní palác v Podgorici, hlavním městě Černé Hory. Původně byl vystavěn jako soukromá rezidence černohorské královny Mileny Teodózie Vukotić.

## Stavba
Za vlády černohorského knížete a později krále Nikoly I. Petroviće-Njegoše zažila Podgorica, tehdy málo významné sídelní město hlavního zástupce islámu, obrovský rozkvět. Nikola I., podnícen svou kulturně založenou manželkou Milenou Vukotić, začal postupně modernizovat město a na Milenino přání jí nechal vystavět při levém toku řeky Morači na mírném vrcholku, zvaném Kruševać, soukromý palác, z něhož se později stalo zimní sídlo členů černohorské královské rodiny. Slohy paláce navrhli přední černohorští architekti tak, aby působily zčásti historicky, a zároveň aby splňovaly nejmodernější stylové požadavky. Stavba je tedy pozdně empírová, zatímco ozdoby a detaily jsou neoklasicistní. Stavba započala v březnu 1889 a kněžna Milena se svými dvorními dámami a některými členy rodiny jej poprvé navštívila 17. prosince.
V lednu 1919 se palác stal centrem organizací připravovaného vánočního povstání proti srbské anexi okupované Černé Hory.

### Interiéry
Interiéry paláce byly navrženy většinou podle představ kněžny Mileny. Slohem interiérů se stal biedermeier a v menšině také secese.
Palác je rozdělen do levé a pravé části, které odděluje hala s dvojitým schodištěm z bílého mramoru. Tato hala spojuje hlavní vchod a zadní vchod, který vede na prostornou terasu s pergolou. V levé části spodního patra se nacházela kuchyně, dvě koupelny a knihovna se starobylým klavírem, jenž v současnosti leží v Národním muzeu v Cetinje. V pravé části se nacházel rozlehlý obývací pokoj s velkým krbem, dále také přijímací salonek a dva menší pokoje. V horním patře se nacházela pracovna Mileny Vukotić. Střed pracovny vyplňuje mohutný mahagonový psací stůl krále Nikoly I., který je také exponátem Národního muzea. Podgorický palác byl jedinou rezidencí královské rodiny, kde měl Nikola I. s Milenou společnou ložnici. Z té vedou dveře na zadní balkón s vyhlídkou na reprezentativní část královské zahrady. Zbývající prostory horního patra tvořila koupelna a další pokoj.
V podkroví se nacházely další 3 pokoje.

### Královská zahrada

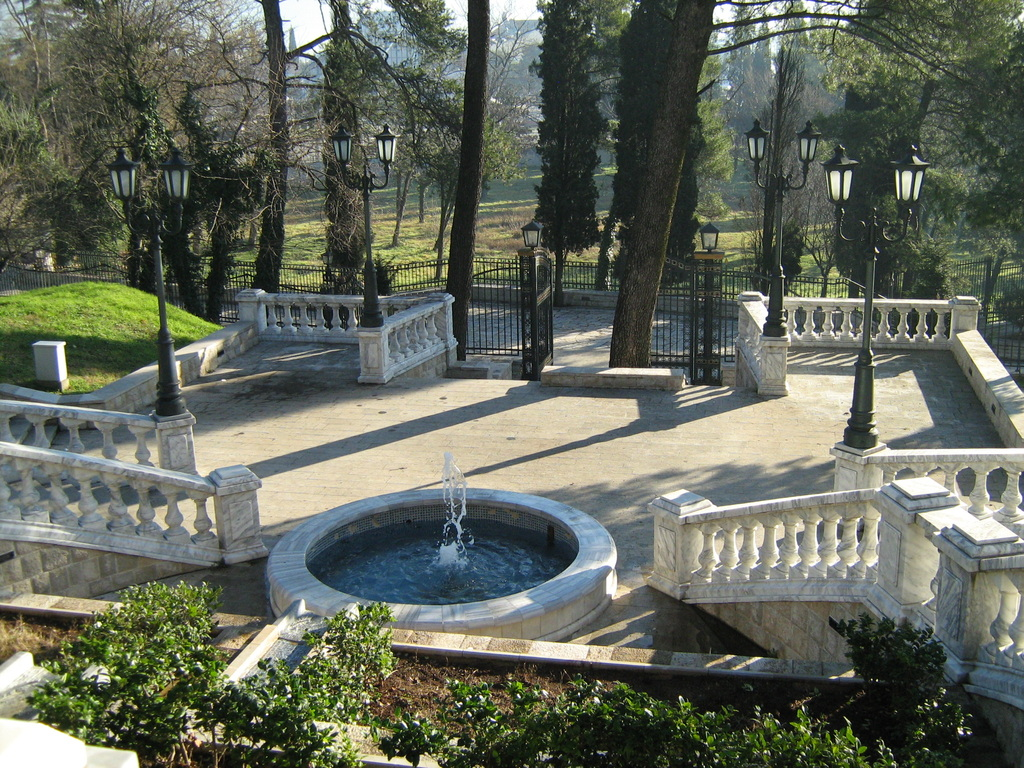
Milenina promenáda v královské zahradě

Královská zahrada se rozléhá po celém obvodu vrcholku Kruševać. V podstatě se jedná o rozlehlý park plný cizích a exotických stromů - borovice, palmy, cedry. Od hlavní brány ke vchodu do paláce lemuje po obou stranách dubová a kaštanová alej. Na další přání Mileny Vukotić, která byla novou soukromou rezidencí, jež představovala únik od veřejného života, uchvácena, nechal Nikola I. roku 1891 zahradu značně zrenovovat. Přibyla schodiště, pergoly, fontány, hudební altánky a sochy na návrhy nejvýznamnějších černohorských i cizích umělců. Kromě renovace nechal král Nikola vysázet nové druhy květin, keřů a stromků. V současnosti se v zahradě nechávají vysazovat muškáty, jasmíny, růže nebo krokusy. V rámci těchto úprav byla vybudována i malá oranžérie, kde měly největší zastoupení bramboříky - Mileniny nejoblíbenější květiny.

#### Milenina promenáda
Dominantou celé zahrady je tzv. Milenina promenáda, nacházející se ve východní části zahrady. Jedná se o kameny vydlažděnou promenádu s lavičkami, lucernami, bustami a fontánami. Promenáda je zakončena překrásným dvojitým schodištěm z bílého mramoru. Uprostřed schodiště leží kaskádovité fontánky se záhony zajímavých druhů květin. Promenáda končí hlavní kulatou fontánou a zadní bránou (Nikola I. se pravděpodobně inspiroval v Petrodvorci během státních návštěv Ruska). Tato kaskáda fontán byla ale během bombardování města v roce 1999 zničena v zatím nebyla obnovena, pouze nahrazena jednou menší kulatou fontánkou.

### Zajímavá místa

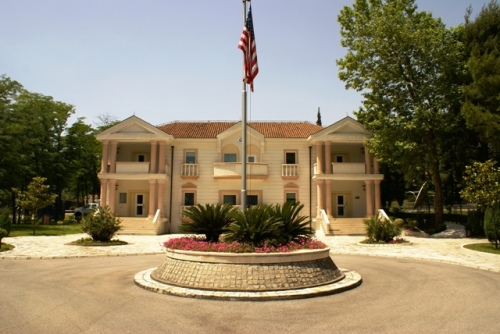
Původně reprezentativní vila v královské zahradě, nyní americká velvyslanectví

- Dům čestné stráže: jedná se o budovu v jihozápadním rohu královské zahrady, kde sídlila královská stráž. V současnosti je v budově neurologická klinika
- Oranžérie: malý skleník, vystavěný v roce 1891. Pěstování zde již není tak rozšířené jako v dobách monarchie
- Pravoslavná kaple svatého velkomučeníka Dmitrije: malá kaple černohorské pravoslavné církve, vystavěná v roce 1889;
- Reprezentativní vila: v jihovýchodní části parčíku byla v roce 1900 vystavěna reprezentativní vila, která měla posloužit případným mezistátním návštěvám. Ke svému původnímu účelu byla však použita jen jednou - a to v roce 1906 při dvacátém výročí svatby princezny Eleny Petrović-Njegoš a italského krále Viktora Emanuela III. Nyní je vila sídlem amerického velvyslanectví v Černé Hoře
- Náměstí princezny Sofie: malé náměstíčko v západní části Královské zahrady, pojmenované po černohorské princezně Sofii Lilianě Petrović-Njegoš, která v Podgorice zemřela jako malá dvouměsíční holčička. Ve středu náměstí stojí na její počest socha 4 navzájem spletených dětí a opodál je nové moderní dětské hřiště
- Královna svobody: velká monumentální socha kněžny a královny Mileny, postavená na návrhy italského architekta Albany Molinariho. Socha představuje pro obyvatele města symbol svobody a naděje, kterou jim Milena Vukotić za své vlády dávala

## Současnost

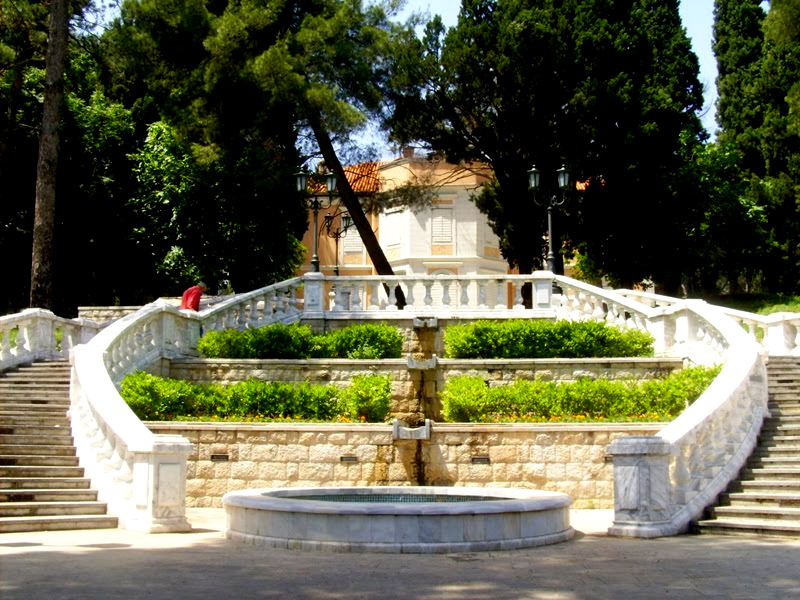
Pohled na zadní část paláce

Po zrušení monarchie sloužil palác mnoha různým účelům a při bombardování města v roce 1999 byla palác velmi poškozen. Zbylý nerozkradený či komunisty nezabavený nábytek byl přemístěn do Národního muzea v Cetinje. V roce 2006 byl palác kompletně zrenovován do původních podob.
V současnosti slouží spodní patro zimního paláce jako galerie moderního umění. Pro návštěvníky jsou zde díla od více než 1500 černohorských i světových umělců.
Horní patro a podkroví je od roku 2011 soukromým majetkem a příležitostnou rezidencí černohorského korunního prince Nikoly II. Petroviće-Njegoše a jeho rodiny, žijících v exilu ve Francii.
Královská zahrada je otevřena pro veřejnost, při rekonstrukci v roce 2006 byla v zahradě zřízena dětská hřiště, divadelní pódia a podobně. Zahrada je jedním z nejoblíbenějších odpočinkových míst obyvatel města.